# Ламанский, Сергей Иванович
Серге́й Ива́нович Лама́нский (1841—1901) — русский дворянин, физиолог и физик.

## Биография
Сын И. И. Ламанского. В 1858 году закончил Первую Санкт-Петербургскую гимназию.
После окончания Санкт-Петербургского университета (1862) занимался переводами популярных сочинений, среди прочих перевёл «Физиологические письма» К. Фогта. В 1864 Ламанский отправился за границу, занимался в Гиссене у Лейкарта, в Гёттингене у Мейснера, где напечатал (в 1865) свою первую научную работу: «Ueber die Extirpation des Plexus coeliacus». Дальнейшие работы в течение двух лет в физиологической лаборатории Гейденгейна (Бреславль) описаны в исследовании «Ueber die Nervenerregung durch kurzdauernde electr. Ströme».
В 1866 году Ламанский переехал в Гейдельберг, где у Гельмгольца занимался исследованиями по электрофизиологии и физиологической оптике и провёл исследование распределения тепла в солнечном спектре («Berichte der Berliner Akademie», 1871, и в «Annalen der Physik», 1872). Перевёл на русский язык труд профессора Эккера «Die Anatomie des Frosches, ein Handbuch für Physiologen, Aerzte und Studierende».
В 1874 году вернулся в Россию, читал физику в Медико-хирургической академии, а затем в Варшавском университете, где оставался до 1879. Затем Ламанский два года работал в Париже в Collège de France y Маскара; к этому времени относятся работы Ламанского по флуоресценции, опубликованные в «Comptes Rendus», «Journal de Physique» и «Annalen der Physik» (1880).
В 1881 году, после возвращения в столицу Российской империи город Санкт-Петербург, Ламанский, по поручению Императорского русского технического общества занялся исследованием смазочных масел, результаты этих работ были опубликованы в «Записках Технического общества», «Железнодорожном вестнике» и в «Dinglers Polytechn. Journal».
Пробыв непродолжительное время в должности физика на Главной физической обсерватории, Ламанский в конце 1884 года занял место старшего техника при городской комиссии по надзору за освещением столицы. Работы в этой области привели к ряду исследований (в «Записках Технического общества») о нефтяном, каменноугольном и водяном газе, о газовых горелках и о влияния примеси воздуха на световую силу нефтяного газа (с Л. Ю. Явейном). В начале 1887 году Ламанский оставил эту должность.
Ламанский перевёл «Краткий учебник физики» Бальфура Стюарта, «Руководство к практическим занятиям по физике», Фридриха Кольрауша, и «Учение о цветах», Бецольда. С 1893 года Ламанский был инспектором Главной палаты мер и весов.